# 호세 엔리케 산체스
호세 엔리케 산체스 디아스(José Enrique Sánchez Díaz, 1986년 1월 25일 ~ )는 스페인의 전 축구 선수로, 포지션은 레프트 백이다.

## 수상 경력

### 클럽
뉴캐슬 유나이티드
- 풋볼 리그 챔피언십: 2009-10

리버풀
- 풋볼 리그 컵: 2011-12

### 개인
- PFA 풋볼 리그 챔피언십 올해의 팀: 2009-10